# Polskie Kompanie Wartownicze

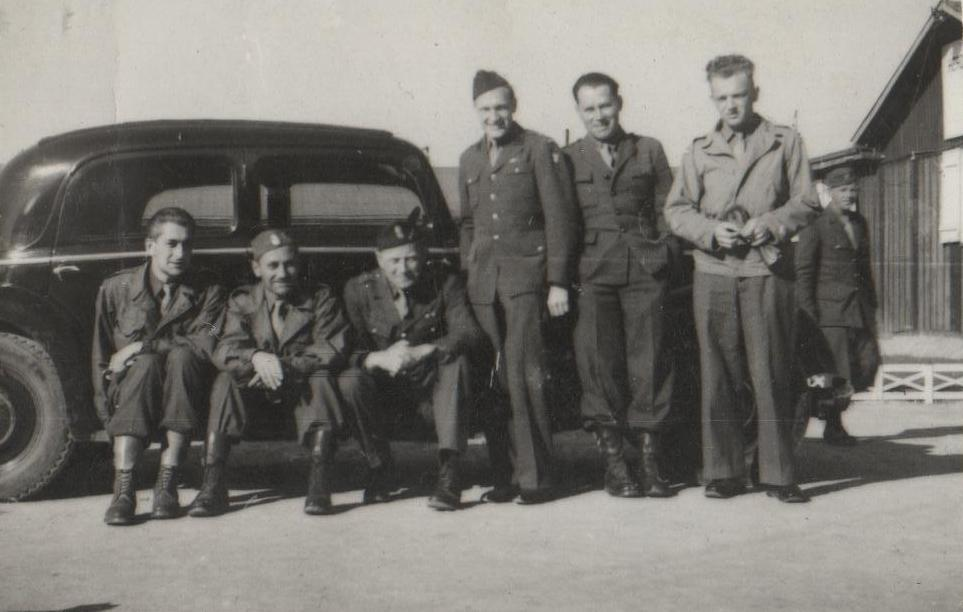
Edmund Harwas (pierwszy z prawej) w Polskich Kompaniach Wartowniczych (Niemcy, 1946)

Polskie Kompanie Wartownicze (również Polskie Oddziały Wartownicze) –  Ruchoma Służba Pracy (Mobile Civilian Labor) przy amerykańskich wojskach okupacyjnych w Niemczech oraz we Francji i Belgii, istniejąca od jesieni 1944 na terenie Francji, Belgii, a od maja 1945 na terenie Niemiec.

## Organizacja i skład osobowy
Była to służba pracy na zasadzie robotników najemnych, pracownicy byli poddani rygorowi zbliżonemu do wojskowego, w ruchomej służbie byli w większości skoszarowani. Oddziałami roboczymi pełniącymi zadania wartownicze dowodzili wojskowi amerykańscy, jednocześnie starano się pozyskiwać jako polskich dowódców, byłych polskich wojskowych najlepiej oficerów. Robotnicy zatrudnieni w kompaniach roboczych nazywanych wartowniczymi podlegali procedurom zatrudnienia amerykańskiej instrukcji z kwietnia 1944 "Standing Operating Procedure No 27". Pozyskane tą drogą grupy pracujące na rzecz US-Army podlegały kierownikom tyłowych instytucji wojskowych. Robotnicy podpisywali kontrakt - umowę o pracę. Od stanowiska pracy, specjalności i kwalifikacji uzależniona była wykonywana praca i otrzymywana płaca. Prowadzono rejestr przepracowanych godzin. Wypłaty dokonywały miejscowe Urzędy Pracy, które rozliczały się z armią USA. Pracownicy byli ubezpieczeni na wypadek choroby. W kompaniach roboczych - wartowniczych znalazła się na prośbę amerykańskich władz wojskowych pewna niewielka grupa żołnierzy służby czynnej ze składu PSZ, głównie oficerów. Sformowane oddziały wartownicze Labor Service nie podlegały polskim władzom politycznym i wojskowym rolę nadrzędną pełniło amerykańskie Dowództwo Etapów Communication Zone początkowo na terenie Francji z siedzibą w Paryżu, a następnie po zakończeniu działań wojennych przeniesione na teren okupowanych Niemiec. Z uwagi na duże zapotrzebowanie na uzbrojone oddziały robocze pod koniec września 1944  strona amerykańska podczas spotkań z członkami Delegatury Ministra Obrony Narodowej we Francji usiłowali w sposób nieformalny wciągnąć do współpracy przy tworzeniu uzbrojonych formacji roboczych polskie władze wojskowe. Strona amerykańska odmówiła podpisania jakiejkolwiek umowy na gruncie międzynarodowym. Otwarte we Francji ośrodki rekrutacyjne do PSZ nastawione były na zbieranie ochotników do formowania nowych jednostek wojskowych i uzupełnianie walczących (1 Dywizja Pancerna). Strona amerykańska jednak przystąpiła do tworzenia uzbrojonych oddziałów roboczych jako roboczej siły najemnej. Amerykańskie działania nabrały żywiołowego rozmachu, wielu ochotników do Wojska Polskiego było celowo dezinformowanych o tym, że wstępują do PSZ. Co później powodowało komplikacje Do polskich władz głównie do Ambasady Polskiej w Paryżu docierały co jakiś czas informacje o problemach i konfliktach w ich szeregach. Główne problemy dotyczyły braku wypłaty uposażeń, spraw wyżywienia, papierosów i warunków zakwaterowania. Z uwagi na dużą ilość problemów zgłaszanych przez robotników zatrudnionych w kompaniach na bieżąco próbowała ambasada lub władze wojskowe interweniować u lokalnych dowódców amerykańskich. Szef Polskiej Misji Wojskowej do Spraw Ewakuacji i Zaciągu płk dypl. Antoni Szymański dokonał wizytacji obozów gdzie kwaterowały oddziały wartownicze złożone z obywateli polskich. Po zorientowaniu się w skali problemu i kwestii spornych celem zabezpieczenia w przyszłości kanałów informacyjnych i pośrednictwa w rozwiązywaniu problemów zorganizowano 19 czerwca 1945 w kwaterze głównej OIS Oise Intermediate Section w Reims konferencję. Z udziałem dowództwa OIS i Szefa PMW ds. Ewakuacji i Zarządu wraz z towarzyszącymi mu oficerami ustalono podstawowe zasady funkcjonowania mającej powstać sekcji łącznikowej. Ustalono sprawy zatrudnienia, płac, wyżywienia, wyżywienia, umundurowania, zakwaterowania oraz opieki lekarskiej. Podpisano porozumienie, mające zagwarantować warunki bytowe polskim wartownikom. 25 czerwca 1945 Szef PMW w porozumieniu z gen. bryg. Thrasherem dowódcą OIS przydzielił na szefa Polskiej Sekcji Łącznikowej płk. dypl. Stefana Brzeszczyńskiego. W styczniu 1946 do Frankfurtu nad Menem przeniosło się amerykańskie dowództwo Communication Zone i Polska Sekcja Łącznikowa. Zakres uprawnień sekcji łącznikowej był niewielki dotyczył tylko spraw administracyjnych i części zaopatrzeniowych przyjmowanych do pracy ludzi, po ich wcieleniu był już bardzo niewielki. W zasadzie jej rola zawężała się do porad prawnych, opieki konsularnej w zakresie praw i interesów Polaków zatrudnionych w kompaniach wartowniczych. Civilian Labor Company liczyły od 60 do 250 ludzi. Organizacja była różna, umowy były indywidualne. Od 1946 rozpoczęto powolną likwidację części kompanii wartowniczych, w przypadku oznak niezadowolenia i strajków personel kompanii był odsyłany do obozów DP Displaced Persons. Polska Główna Sekcja Łącznikowa z następnym jej szefem pułkownikiem Franciszkiem Soboltą, podległa Naczelnemu Dowództwu Amerykańskich Sił Zbrojnych w Europie z siedzibą w Heidelbergu.

## Zadania
Polskie kompanie wartownicze formowano z Polaków dezerterów i jeńców z armii niemieckiej, z byłych jeńców wojennych, pracowników zatrudnionych w organizacji Todta, przetrzymywanych w czasie II wojny światowej w niemieckich obozach jenieckich, więźniów obozów koncentracyjnych, przymusowych robotników wywiezionych do III Rzeszy, uciekinierów z Polski Ludowej pod rządami komunistów. W ich skład weszli także byli żołnierze Brygady Świętokrzyskiej będącej oddziałem zbrojnym Narodowych Sił Zbrojnych. Ich stan liczebny zwiększał się, osiągając w styczniu 1946 około 40 tysięcy pracowników. Po kapitulacji III Rzeszy Niemieckiej na teren Niemiec sukcesywnie przenoszono oddziały wartownicze z terenów Francji i Belgii do końca 1947 roku wszystkie tam przeniesiono. Dużą część sformowano na terenie Niemiec. W dalszych miesiącach następowała ich stopniowa demobilizacja, tak że w grudniu 1947 liczyły około 11–12 tysięcy ludzi. Formacje wartownicze były tworzone również z ludzi innych narodowości o składzie jednolitym lub mieszanym narodowościowo.    
Do zadań polskich kompanii wartowniczych należała służba przy ochronie obiektów wojskowych, magazynów, składów, portów, a także obozów i więzień dla niemieckich przestępców wojennych, budowa nowych obiektów wojskowych, eskortowanie konwojów z materiałem wojskowym. Pracownicy polskich kompanii wartowniczych uzbrojeni byli w lekką broń, a umundurowani w ufarbowane na czarno amerykańskie mundury wojskowe z polskimi orzełkami i naszywkami „Poland”. 
W ramach polskich kompanii wartowniczych prowadzono również działania oświatowo-kulturalne, takie jak nauka języka angielskiego (od 1948 obowiązkowa), prowadzenie różnych specjalistycznych kursów (na przykład na kierowców i mechaników samochodowych, różnych rzemiosł), prowadzenie zajęć sportowych. Wydawano też własne pismo pod tytułem „Ostatnie Wiadomości”. W ramach polskich kompanii wartowniczych utworzono również Fundusz Społeczny dla pomocy w kształceniu członków oddziałów wartowniczych, opiekę w przypadkach losowych i stypendia dla młodzieży. Fundusz wspierał finansowo Polski Uniwersytet na Obczyźnie i przyznawał specjalne nagrody literatom, plastykom i naukowcom. Wśród laureatów byli między innymi Jerzy Stempowski, Wacław Grubiński i Kazimierz Wierzyński.

## Likwidacja kompanii
Polskie kompanie wartownicze funkcjonowały ponad 22 lata, choć z czasem zaczęto stopniowo redukować ich liczbę. Pod koniec lat 50. XX wieku jednostki były przekształcane stopniowo w Oddziały Służby Technicznej i w tej formie organizacyjnej funkcjonowały do 1967, gdy zostały ostatecznie zlikwidowane. Część byłych wartowników zatrudniono jako personel techniczny w amerykańskich bazach wojskowych; pozostali wyjeżdżali głównie do USA i Kanady, część pozostała w Europie i podjęła naukę w szkołach technicznych i wyższych.

## Polskie oddziały wartownicze
- 8244 kompania wartownicza w Walldorf k. Frankfurtu nad Menem – rtm. Stanisław Mróz (II – 11 XII 1946)[5]